# Старобельский завод заменителя цельного молока
Старобельский завод заменителя цельного молока - предприятие пищевой промышленности в городе Старобельск Старобельского района Луганской области.

## История
В ходе электрификации СССР в конце 1924 года в Старобельске была построена первая городская электростанция мощностью 80 кВт, что обеспечило возможность развития местной промышленности. В результате, в 1925 году было проведено объединение нескольких мелких и кустарных предприятий, вместо которых начали работу два маслодельных завода (перерабатывавшие 1600 пудов молока в сутки), две мельницы и пивоваренный завод. Все эти предприятия входили в состав городского промкомбината.
В ходе индустриализации 1930-х годов здесь был построен новый Старобельский маслосыродельный завод, перерабатывавший 1500 тонн молока в год.
В ходе Великой Отечественной войны с 13 июля 1942 года до 23 января 1943 года город был оккупирован немецкими войсками, в это время город серьёзно пострадал - были разрушены и сожжены почти все промышленные предприятия, но сразу же после освобождения города началось его восстановление.
Маслосырзавод стал одним из первых восстановленных предприятий Старобельска, только в период с мая 1943 до января 1944 года он изготовил и отправил в госпитали для раненых 133 центнера сливочного масла, 237,5 центнеров сыра, 772 центнера молока, а также иную продукцию.
После окончания войны, в соответствии с четвёртым пятилетним планом восстановления и развития народного хозяйства СССР завод был расширен и оснащён новым оборудованием.
В целом, в советское время завод входил в число ведущих предприятий города.
После провозглашения независимости Украины государственное предприятие было преобразовано в закрытое акционерное общество.
В первом полугодии 2007 года Старобельский завод заменителя цельного молока входил в число 12 крупнейших украинских экспортеров сухого обезжиренного молока.
Начавшийся в 2008 году экономический кризис осложнил положение предприятий города, и 7 декабря 2010 года хозяйственный суд Луганской области начал дело о банкротстве завода.
В 2009 году сообщалось, что ЗАО «Старобельский завод заменителя цельного молока» накопил долгов на сумму более 5 миллионов грн.

## Деятельность
Основной продукцией завода являлось порошковое сухое молоко.